# Bitwa pod Winwaed
Bitwa pod Winwaed – starcie zbrojne, które miało miejsce 15 listopada 655 r. pomiędzy wojskiem Królestwa Mercji pod dowództwem Pendy a siłami z Nortumbrii dowodzonymi przez króla Oswiu. Starcie zakończyło się klęską Pendy, który poległ na placu boju.
Miejsce bitwy pozostaje kwestią sporną i nie jest do końca zidentyfikowane. Według Kroniki anglosaskiej znajdowało się ono w Winwidfelda (rejon Winwid). Według relacji kronikarskiej Bedy chodzi o region Loidis (Leeds), prawdopodobnie nad rzeką Went lub też rejon South Yorkshire w pobliżu Doncaster. Możliwe też, że Winwaed był dopływem rzeki Humber. W Historia Brittonum miejsce bitwy określane jest jako campo Gai (pole Gajusza).
Po porażce Nortumbrii w bitwie pod Maserfield w 642 roku, król Mercji Penda podjął starania wzmocnienia władzy w Królestwie, co doprowadziło do kilku kampanii w Nortumbrii. Po roku 645 władca dotarł m.in. do położonego na północy miasta Bamburgh. Podobna kampania miała miejsce w roku 651. Celem militarnych operacji Pendy, było zniszczenie ale i integracja Królestwa Nortumbrii w Mercji. Władca zamierzał także nie dopuścić do ponownego zjednoczenia Nortumbrii przez rządzącego w nim Oswiu.
W roku 655 Penda na czele 30 oddziałów wojskowych prowadzonych przez 30 wysokiej rangi dowódców wtargnął na ziemie Bernicji. W armii Pendy znajdowały oddziały sprzymierzonych królestw brytyjskich m.in. Cadfael ap Cynfeddw z Gwynedd czy też król wschodnich Anglów Aethelhere. Pendę wsparł również król Deiry Aethelwald, którego poprzednik Oswin został w roku 651 zamordowany z rozkazu Oswiu.
Armia króla Mercji wyraźnie górowała nad przeciwnikiem, spychając jego oddziały w rejon Iudeu (obecnie Stirling) w Szkocji. W obliczu klęski Oswiu zaproponował trybut, który został następnie rozdzielony pomiędzy sojuszników Pendy. Po wypłacie trybutu, armia Pendy rozpoczęła odwrót wycofując się na południe. Podczas odwrotu, kilka sprzymierzonych oddziałów odłączyło się od sił głównych. M.in. Cadfael ap Cyfeddw z Gwynedd wraz ze swoim wojskiem wymknął się nocą, za co otrzymał przydomek Cadomedd (ten który obawia się walczyć). Podobnie król Deiry Aethelwald opuścił siły główne, obserwując przyszłą bitwę z bezpiecznej odległości. Panuje przypuszczenie, że powodem opuszczenia Pendy przez sprzymierzonych było niezadowolenie z rezygnacji Pendy z oblężenia Iudeu. W takiej sytuacji Oswiu miał możliwość pobicia osłabionych wojsk króla Mercji. Władca Nortumbrii nie czekał długo, przypuszczając atak na podzielonego przeciwnika. Bitwa zakończyła się klęską Pendy i jego śmiercią. Wśród zabitych znalazł się także król Aethelhere i niemal wszyscy pozostali przy Pendzie dowódcy oddziałów (wielu z nich poległo podczas ucieczki, znajdując śmierć w nurtach rzeki).
W wyniku klęski Mercja utraciła zwierzchnictwo nad okolicznymi Królestwami. Władza króla Nortumbrii rozpościerała się teraz aż do południowych ziem Szkocji. Mercja podzielona została na część południową i północną, część królestwa (na południe od rzeki Trent) przypadła synowi Pendy -Paedzie, który poślubił córkę Oswiu- Alhflaed.
W roku 656 Paeda został zamordowany, w wyniku czego Mercja aż do końca lat 60. VII stulecia ponownie dostała się pod zwierzchnictwo Nortumbrii. Porażka Pendy umożliwiła rozszerzenie wpływów chrześcijańskich w regionie (Penda był ostatnim w Mercji władcą pogańskim).